# Skelley Adu Tutu
Skelley Adu Tutu (Kumasi, 10 agosto 1979) è un ex calciatore ghanese, di ruolo attaccante.

## Carriera

### Nazionale
Ha rappresentato l'Under-20 e la nazionale maggiore ghanesi.